# Victor Vlad Cornea
Victor Vlad Cornea (n. 24 septembrie 1993, Sibiu, România) este un jucător de tenis român. Cea mai bună poziție în clasamentul ATP la dublu este locul 64 mondial, la 30 octombrie 2023. Reprezintă România în Cupa Davis.

## Carieră
În aprilie 2016, Vlad a primit un wildcard pentru proba de dublu la Trofeul BRD Năstase Țiriac 2016 alături de compatriotul Victor Hănescu. El a intrat pe tabloul principal la BMW Open 2022, turneu de nivel ATP 250, la dublu, alături de Petros Tsitsipas, însă au fost învinși de perechea Lloyd Glasspool și  Harri Heliövaara. 
În sezonul ATP Challenger Tour 2022 a câștigat 4 turnee Challenger: în ianuarie 2022 turneul Challenger 80 Città di Forlì III alături de germanul Fabian Fallert; în februarie Città di Forlì IV tot alături de Fallert. În august a câștigat turneul Challenger 50 IBG Prague Open alături de cehul Andrew Paulson, iar în noiembrie 2022 a câștigat turneul Challenger 80 Keio Challenger din Japonia, alături de filipinezul Ruben Gonzales.

## Statistici carieră

### Dublu: 55 (35–20)
| Legendă                               |
| ------------------------------------- |
| ATP Challenger (13–6)                 |
| ITF Futures/World Tennis Tour (22–14) |

| Finale după suprafață |
| --------------------- |
| Hard (8–4)            |
| Zgură (27–15)         |
| Iarbă (0–0)           |
| Covor (0–1)           |

| Rezultat | C–P   | Dată     | Turneu                            | Cat.              | Suprafață | Partner                     | Oponent                                       | Scor                       |
| -------- | ----- | -------- | --------------------------------- | ----------------- | --------- | --------------------------- | --------------------------------------------- | -------------------------- |
| Pierdut  | 0–1   | iun 2013 | România F4, Cluj-Napoca           | Futures           | Zgură     | Tudor Cristian Șulea        | Carlos Boluda-Purkiss Adam Sanjurjo Hermida   | 7–6(7–5), 6–7(5–7), [6–10] |
| Câștigat | 1–1   | iun 2013 | România F5, Sibiu                 | Futures           | Zgură     | Tudor Cristian Șulea        | Patrick Ciorcilă Victor Crivoi                | 7–6(7–4), 1–6, [10–8]      |
| Câștigat | 2–1   | iun 2014 | România F6, Focșani               | Futures           | Zgură     | Petru-Alexandru Luncanu     | Alexandru-Daniel Carpen Maxim Dubarenco       | 7–6(8–6), 6–1              |
| Pierdut  | 2–2   | iul 2014 | România F7, Pitești-Bascov        | Futures           | Zgură     | Tudor Cristian Șulea        | Ilie-Aurelian Giurgiu Mircea-Alexandru Jecan  | 1–6, 4–6                   |
| Câștigat | 3–2   | iul 2014 | România F8, Curtea de Argeș       | Futures           | Zgură     | Petru-Alexandru Luncanu     | Bogdan Ionuț Apostol Nicolae Frunză           | 6–2, 6–3                   |
| Pierdut  | 3–3   | iul 2014 | România F9, Pitești               | Futures           | Zgură     | Petru-Alexandru Luncanu     | Patrick Grigoriu Costin Pavăl                 | 7–5, 4–6, [6–10]           |
| Pierdut  | 3–4   | ian 2015 | Germania F1, Schwieberdingen      | Futures           | Covor (i) | Henri Laaksonen             | Fabian Fallert Florian Fallert                | 4–6, 3–6                   |
| Pierdut  | 3–5   | mai 2015 | România F2, Galați                | Futures           | Zgură     | Luca Margaroli              | Petru-Alexandru Luncanu Lukas Mugevičius      | 5–7, 4–6                   |
| Câștigat | 4–5   | mai 2015 | Bosnia & Herzegovina F3, Brčko    | Futures           | Zgură     | Tudor Cristian Șulea        | Ivan Sabanov Matej Sabanov                    | 6–2, 6–4                   |
| Câștigat | 5–5   | iul 2015 | România F10, Pitești              | Futures           | Zgură     | Victor-Mugurel Anagnastopol | Matei Adrian Avram William Emanuel Birău      | 7–5, 6–2                   |
| Pierdut  | 5–6   | aug 2015 | România F12, Iași                 | Futures           | Zgură     | Alexandru-Daniel Carpen     | Andrei Ștefan Apostol Nicolae Frunză          | 2–6, 6–3, [7–10]           |
| Câștigat | 6–6   | aug 2015 | România F14, Bucharest            | Futures           | Zgură     | Stephan Fransen             | Bogdan Borza Luca George Tatomir              | 6–3, 6–3                   |
| Pierdut  | 6–7   | mai 2015 | Ungaria F3, Szeged                | Futures           | Zgură     | Zdeněk Kolář                | Gábor Borsos Ádám Kellner                     | 2–6, 1–6                   |
| Câștigat | 7–7   | mai 2016 | Bosnia & Herzegovina F1, Doboj    | Futures           | Zgură     | Nino Serdarušić             | Danylo Kalenichenko David Pichler             | 6–0, 2–6, [10–8]           |
| Pierdut  | 7–8   | mai 2016 | România F3, București             | Futures           | Zgură     | Victor-Mugurel Anagnastopol | Victor Crivoi Petru-Alexandru Luncanu         | 4–6, 6–2, [6–10]           |
| Pierdut  | 7–9   | iun 2016 | România F5, Arad                  | Futures           | Zgură     | Victor-Mugurel Anagnastopol | Danylo Kalenichenko David Pichler             | 4–6, 1–6                   |
| Pierdut  | 7–10  | iun 2016 | România F8, Curtea de Argeș       | Futures           | Zgură     | Victor-Mugurel Anagnastopol | Mariano Kestelboim Petru-Alexandru Luncanu    | 1–6, 3–6                   |
| Câștigat | 8–10  | iul 2016 | România F10, Cluj-Napoca          | Futures           | Zgură     | Victor-Mugurel Anagnastopol | Ronan Joncour Vladyslav Manafov               | 6–4, 6–2                   |
| Câștigat | 9–10  | aug 2016 | România F12, Iași                 | Futures           | Zgură     | Victor-Mugurel Anagnastopol | Petru-Alexandru Luncanu Vladyslav Manafov     | 6–1, 3–6, [10–6]           |
| Pierdut  | 9–11  | aug 2016 | România F13, Mediaș               | Futures           | Zgură     | Victor-Mugurel Anagnastopol | Nicolás Jarry Simón Navarro                   | 3–6, 4–6                   |
| Câștigat | 10–11 | aug 2016 | România F15, Brașov               | Futures           | Zgură     | Victor-Mugurel Anagnastopol | Vasile Antonescu Mircea-Alexandru Jecan       | 4–6, 7–6(8–6), [10–8]      |
| Câștigat | 11–11 | ian 2017 | Turcia F3, Antalya                | Futures           | Hard      | Nino Serdarušić             | Vadim Alekseenko Felipe Mantilla              | 6–3, 6–1                   |
| Câștigat | 12–11 | mar 2017 | Turcia F12, Antalya               | Futures           | Zgură     | Victor-Mugurel Anagnastopol | Mariano Kestelboim Alejo Vilaró               | 6–2, 6–2                   |
| Pierdut  | 12–12 | mai 2017 | Bulgaria F1, Sozopol              | Futures           | Dură      | Victor-Mugurel Anagnastopol | Michal Konečný Roberto Ortega Olmedo          | 6–4, 5–7, [9–11]           |
| Câștigat | 13–12 | aug 2017 | România F10, București            | Futures           | Zgură     | Victor-Mugurel Anagnastopol | Nathan Eshmade Sem Verbeek                    | 7–5, 7–6(7–1)              |
| Pierdut  | 13–13 | mai 2018 | România F1, București             | Futures           | Zgură     | Victor Crivoi               | Vasile Antonescu Patrick Grigoriu             | 1–6, 4–6                   |
| Câștigat | 14–13 | aug 2018 | România F8, București             | Futures           | Zgură     | Petru-Alexandru Luncanu     | Alexandru Vasile Manole Dan Alexandru Tomescu | 6–2, 6–2                   |
| Câștigat | 15–13 | oct 2018 | Italia F34, Pula                  | Futures           | Zgură     | Mircea-Alexandru Jecan      | Marco Bortolotti Diego Matos                  | 7–5, 2–6, [10–6]           |
| Câștigat | 16–13 | apr 2019 | M25 Pula, Italia                  | World Tennis Tour | Zgură     | Mircea-Alexandru Jecan      | Bogdan Ionuț Apostol Nicolae Frunză           | 6–7(5–7), 6–4, [10–4]      |
| Pierdut  | 16–14 | apr 2019 | M25 Pula, Italia                  | World Tennis Tour | Zgură     | Mircea-Alexandru Jecan      | Hunter Johnson Yates Johnson                  | 3–6, 7–6(7–2), [5–10]      |
| Câștigat | 17–14 | mai 2019 | M15 Antalya, Turcia               | World Tennis Tour | Zgură     | Mircea-Alexandru Jecan      | Umut Akkoyun Mert Alkaya                      | 6–0, 6–2                   |
| Câștigat | 18–14 | iul 2019 | M25 Cuneo, Italia                 | World Tennis Tour | Zgură     | Mircea-Alexandru Jecan      | Tomás Martín Etcheverry Andrea Gola           | 6–4, 6–3                   |
| Câștigat | 19–14 | aug 2019 | M25 Pitești, România              | World Tennis Tour | Zgură     | Mircea-Alexandru Jecan      | Vladimir Filip Luca George Tatomir            | 6–2, 6–2                   |
| Câștigat | 20–14 | mar 2021 | M15 Bratislava, Slovacia          | World Tennis Tour | Hard (i)  | Jonathan Eysseric           | Matej Gálik Karol Miloš                       | 7–6(7–3), 6–1              |
| Câștigat | 21–14 | mar 2021 | M25 Rovinj, Croația               | World Tennis Tour | Zgură     | Marco Bortolotti            | Zvonimir Babić Josip Krstanović               | 3–6, 6–3, [10–5]           |
| Câștigat | 22–14 | aug 2021 | M25 Bolzano, Italia               | World Tennis Tour | Zgură     | Petros Tsitsipas            | Marco Bortolotti Daniel Dutra da Silva        | 6–3, 6–4                   |
| Câștigat | 23–14 | aug 2021 | Praga, Republica Cehă             | Challenger 50     | Zgură     | Petros Tsitsipas            | Martin Krumich Andrew Paulson                 | 6–3, 3–6, [10–8]           |
| Pierdut  | 23–15 | oct 2021 | Lošinj, Croația                   | Challenger 80     | Zgură     | Ergi Kırkın                 | Andrej Martin Tristan-Samuel Weissborn        | 1–6, 6–7(5–7)              |
| Câștigat | 24–15 | ian 2022 | Forlì, Italia                     | Challenger 80     | Hard (i)  | Fabian Fallert              | Jonáš Forejtek Jelle Sels                     | 6–4, 6–7(6–8), [10–7]      |
| Câștigat | 25–15 | feb 2022 | Forlì, Italia (2)                 | Challenger 80     | Hard (i)  | Fabian Fallert              | Antonio Šančić Igor Zelenay                   | 6–4, 3–6, [10–2]           |
| Pierdut  | 25–16 | feb 2022 | Forlì, Italia                     | Challenger 80     | Hard (i)  | Fabian Fallert              | Marco Bortolotti Vitaliy Sachko               | 6-7(5–7), 6–3, [5–10]      |
| Pierdut  | 25–17 | iul 2022 | Pozoblanco, Spania                | Challenger 80     | Hard      | Luis David Martínez         | Dan Added Albano Olivetti                     | 6–3, 1–6, [10–12]          |
| Câștigat | 26–17 | aug 2022 | Praga, Republica Cehă             | Challenger 50     | Zgură     | Andrew Paulson              | Adrian Andreev Murkel Dellien                 | 6–3, 6–1                   |
| Câștigat | 27–17 | oct 2022 | Yokohama, Japonia                 | Challenger 80     | Hard      | Ruben Gonzales              | Tomoya Fujiwara Masamichi Imamura             | 7–5, 6–3                   |
| Câștigat | 28–17 | ian 2023 | Oeiras, Portugalia                | Challenger 50     | Hard (i)  | Petr Nouza                  | Jonathan Eysseric Pierre-Hugues Herbert       | 6–3, 7–6(7–3)              |
| Câștigat | 29–17 | ian 2023 | Tenerife, Spania                  | Challenger 100    | Hard      | Sergio Martos Gornés        | Patrik Niklas-Salminen Bart Stevens           | 6–3, 6–4                   |
| Câștigat | 30–17 | feb 2023 | Rovereto, Italia                  | Challenger 75     | Hard (i)  | Franko Škugor               | Vladyslav Manafov Oleg Prihodko               | 6–7(3–7), 6–2, [10–4]      |
| Pierdut  | 30–18 | mar 2023 | Biel/Bienne, Elveția              | Challenger 100    | Hard (i)  | Franko Škugor               | Constantin Frantzen Hendrik Jebens            | 2–6, 4–6                   |
| Câștigat | 31–18 | mar 2023 | Sanremo, Italia                   | Challenger 125    | Zgură     | Franko Škugor               | Nikola Ćaćić Marcelo Demoliner                | 6–2, 6–3                   |
| Câștigat | 32–18 | apr 2023 | Oeiras, Portugalia                | Challenger 125    | Zgură     | Franko Škugor               | Marcelo Demoliner Andrea Vavassori            | 7–6(7–2), 7–6(7–4)         |
| Pierdut  | 32–19 | iun 2023 | Heilbronn, Germania               | Challenger 125    | Zgură     | Philipp Oswald              | Constantin Frantzen Hendrik Jebens            | 6–7(7–9), 4–6              |
| Câștigat | 33–19 | aug 2023 | Banja Luka, Bosnia și Herzegovina | Challenger 100    | Zgură     | Philipp Oswald              | Andrey Golubev Denys Molchanov                | 3–6, 6–1, [15–13]          |
| Câștigat | 34–19 | mar 2024 | Murcia, Spania                    | Challenger 75     | Zgură     | Théo Arribagé               | Arjun Kadhe Jeevan Nedunchezhiyan             | 7–5, 6–1                   |
| Pierdut  | 34–20 | mar 2024 | Naples, Italia                    | Challenger 125    | Clay      | Théo Arribagé               | Guido Andreozzi Miguel Ángel Reyes-Varela     | 4–6, 6–1, [7–10]           |
| Câștigat | 35–20 | mai 2024 | Francavilla al Mare, Italia       | Challenger 75     | Clay      | Théo Arribagé               | Sander Arends Matwé Middelkoop                | 7–6(7–1), 7–6(9–7)         |